# 崔秀英 (跳伞运动员)
崔秀英（1936年—），女，山东德州人，中国跳伞运动员，运动健将。

## 生平
1959年1月8日，崔秀英和赫建华、耿桂芳在开封市跳伞塔以距靶心平均2.69米的成绩，打破了苏联运动员于1957年创造的7.07米的1500米日间集体联合定点着陆跳伞的世界纪录，被载入《中华人民共和国大事记》。